# Terezín, Litoměřice
Terezín (phát âm tiếng Séc: [ˈtɛrɛziːn] ⓘ; tiếng Đức: Theresienstadt) là một thị trấn thuộc huyện Litoměřice, vùng Ústecký, Cộng hòa Séc. Thị trấn có khoảng 2,900 cư dân. Trước đây thị trấn là một pháo đài quân sự bao gồm thành và thị trấn đồn trú có tường bao quanh liền kề. Trung tâm thị trấn được bảo tồn tốt và được pháp luật bảo vệ như một khu bảo tồn di tích đô thị. Terezin nổi tiếng nhiều vì là vị trí của trại tập trung Theresienstadt Ghetto khét tiếng.

## Bộ phận hành chính
Các làng České Kopisty, Nové Kopisty và Počaply là các bộ phận hành chính của Terezín.

## Địa lý
Terezín nằm ở Bắc Bohemia, dọc theo sông Ohře, gần nơi giao nhau của nó với sông Elbe tại Litoměřice.

## Kinh tế
Việc rời đi và đóng cửa các hoạt động liên quan của quân đội đã ảnh hưởng tiêu cực đến nền kinh tế địa phương của thị trấn.
Terezín đang cố gắng phát triển một nền kinh tế đa dạng hơn; lịch sử của nó có thể thu hút du lịch di sản. Terezín được chú ý nhờ sản xuất đồ nội thất và hàng dệt kim, cũng như sản xuất.